# Индустријска зона Ђело (Пиза)
Индустријска зона Ђело је насеље у Италији у округу Пиза, региону Тоскана.
Према процени из 2011. у насељу је живело 22 становника. Насеље се налази на надморској висини од 11 м.